# Gösta "Trappan" Hedén
Gösta Hedén, född Karl Gustaf Hedén 30 december 1905 i Strängnäs, död 5 augusti 1967 i Klara församling i Stockholm, var en svensk jazzmusiker (trummor). Han kallades Trappan Hedén.

## Filmografi
- 1940 – Kyss henne!
- 1940 – Lillebror och jag
- 1940 – Swing it, magistern!
- 1941 – Fröken Kyrkråtta
- 1941 – Landstormens lilla argbigga
- 1942 – Stinsen på Lyckås
- 1943 – En melodi om våren
- 1949 – Greven från gränden
- 1949 – Med flyg till sjunde himlen